# La fundació de Skadar
La fundació de Skadar (serbi: Зидање Скадра), també coneguda com a L'emmurallament de Skadar, és un poema cicle pre-kosovar de poesia èpica sèrbia. Està basada en el tòpic del sacrifici humà. El mateix motiu apareix en la poesia d'altres llengües. La versió en serbi és considerada la versió eslava més important, sent l'única que existeix en forma de poema èpic; les versions en hongarès, romanès i búlgar són balades. La versió de la cançó en serbi gravada per Vuk Karadžić és la versió més antiga de la llegenda de la qual es té constància, i la primera que va aconseguir renom literari.
La cançó descriu la construcció d'una fortalesa al riu Bojana a Skadar per part dels germans Mrnjavčević (Vukašin, Uglješa i Gojko Mrnjavčević). Gojko va enterrar viva la seva dona jove entre les muralles de la fortalesa, com a sacrifici demanat per la vila de la muntanya (nimfes de la mitologia eslava). Segons Vuk Karadžić, hi havia la creença que era impossible construir un gran edifici sense fer cap sacrifici humà. Els fets descrits al poema haurien ocorregut a principis del segle xiv. Jovan Tomić va concloure que la cançó es va crear prop de Skadar (actualment Shkodër), com Albània, Montenegro o el sud-oest d'Hercegovina, on la tradició de la família Mrnjavčević era forta. Altres investigadors posteriors van arribar a la mateixa conclusió.
La cançó es va publicar per primer cop el 1815 en una versió gravada per Vuk Karadžić basant-se en la versió del Vell Rashko, un narrador d'Hercegovina. El 1824, Vuk Karadžić va enviar una còpia de la seva col·lecció de cançons populars a Jacob Grimm, que va quedar especialment captivat per La fundació de Skadar. Grimm el traduí a l'alemany, i el va descriure com "un dels poemes més emotius de totes les nacions i de tots els temps." Johann Wolfgang von Goethe va publicar la traducció a l'alemany; tanmateix, no compartia l'opinió de Grimm en trobar l'esperit del poema "supersticiosament bàrbar".